# Die 30 besten Spiel- und Bewegungslieder
Die 30 besten Spiel- und Bewegungslieder ist das Debütalbum des deutschen Kindermusikprojekts Simone Sommerland, Karsten Glück und die Kita-Frösche. Das Album erschien erstmals im Jahr 2010 als Studioalbum und 2011 als Videoalbum. Es handelt sich hierbei um den erfolgreichsten Dauerbrenner in den deutschen Albumcharts.

## Entstehung und Artwork
Bei Die 30 besten Spiel- und Bewegungslieder handelt es sich um ein Zusammenstellung von zumeist traditionellen Kinderliedern sowie einiger Titel, die von unterschiedlichen Autoren geschrieben und komponiert wurden. Als Ausnahme sind nur die beiden Münsteraner Autoren Detlev Jöcker und Lore Kleikamp zu nennen, von denen zwei Autorenbeteiligungen auf dem Album interpretiert wurden. Alle Titel des Albums wurden in Zusammenarbeit von Bernd Schöler und Markus Schürjann, in den Lüdinghausener Luna Tonstudios, produziert. Schürjann war darüber hinaus, mit der Ausnahme der akustischen Gitarre, für das Einspielen der Instrumente verantwortlich. Für die Akustikgitarre engagierte man den ehemaligen Punkmusiker Tobias Albrecht (Rocko Schamoni). Eingesungen wurden die Lieder vom Ehepaar Karsten (Karsten Glück) und Simone Stiers (Simone Sommerland), ihrer Tochter Paula Stiers sowie den Kindern Birthe Kronsbein-Gummersbach und Luisa Watermann.
Auf dem Frontcover des Albums sind – neben Künstlernamen und Albumtitel – Kinder auf einer Tonleiter zu sehen. Das Bild ist als Comic gestaltet und zeigt mittig eine Tonleiter, auf der Kinder spielen. Auf dem oberen Drittel sind die Künstlerangabe und der Albumtitel angebracht, vor dem Hintergrund eines blauen Himmels. Das untere Drittel ist als grüne Wiese gestaltet, in dessen Vordergrund der Zusatz: „mit Anleitungen und Texten zum Krabbeln, Singen & Mitmachen“ angeordnet wurde. Die Illustrationen aus dem dazugehörigen 36-seitigen Begleitheft und des Coverbildes stammen von Elinor Weise, das Artwork von Ronald Reinsberg.

## Veröffentlichung
Die Erstveröffentlichung von Die 30 besten Spiel- und Bewegungslieder erfolgte am 25. August 2010 als CD und Download, später folgte auch die Publikation als Streaming. Das Album erschien durch das Musiklabel Lamp und Leute und wurde durch Universal Music vertrieben. 2011 wurde das Album auch als Videoalbum auf DVD veröffentlicht.

## Inhalt
Das Album setzt sich aus 30 Liedern zusammen. Alle Liedtexte des Albums sind in deutscher Sprache verfasst. Inhaltlich handelt es sich hierbei um popmusikalische Neueinspielungen von Kinderliedern. Die meisten Titel sind traditionelle Volkslieder, deren Komponisten und Texter in den aufgeführten Fassungen nicht bekannt sind. Einige wenige Ausnahmen sind die moderneren Titel 1,2,3 im Sauseschritt, Das rote Pferd, Die Maus auf Weltraumreise oder auch Wir gehen jetzt im Kreise.
| #  | Titel                                        | Autor(en)                                 | Produzent(en)                   | Länge |
| -- | -------------------------------------------- | ----------------------------------------- | ------------------------------- | ----- |
| 1  | Hallo, hallo, schön, dass du da bist         | Traditional                               | Bernd Schöler, Markus Schürjann | 0:59  |
| 2  | Meine Hände sind verschwunden                | Traditional                               | Bernd Schöler, Markus Schürjann | 1:44  |
| 3  | Rommel-Bommel                                | Traditional                               | Bernd Schöler, Markus Schürjann | 2:13  |
| 4  | Wir gehen jetzt im Kreise                    | Detlev Jöcker, Lele Jöcker, Lore Kleikamp | Bernd Schöler, Markus Schürjann | 2:02  |
| 5  | Ich bin die kleine Hexe und habe rote Schuh’ | Traditional                               | Bernd Schöler, Markus Schürjann | 1:11  |
| 6  | Das ist grade, das ist schief                | Traditional                               | Bernd Schöler, Markus Schürjann | 1:20  |
| 7  | Häschen in der Grube                         | Friedrich Fröbel, Traditional             | Bernd Schöler, Markus Schürjann | 1:23  |
| 8  | Das Lied über mich                           | Traditional                               | Bernd Schöler, Markus Schürjann | 3:43  |
| 9  | A Ram Sam Sam                                | Traditional                               | Bernd Schöler, Markus Schürjann | 1:31  |
| 10 | Hoch am Himmel                               | Traditional                               | Bernd Schöler, Markus Schürjann | 2:02  |
| 11 | Die Räder vom Bus                            | Traditional                               | Bernd Schöler, Markus Schürjann | 3:06  |
| 12 | Das rote Pferd                               | Marguerite Monnot, Georges Moustaki       | Bernd Schöler, Markus Schürjann | 1:43  |
| 13 | Ein großer, ein runder, ein roter Luftballon | Traditional                               | Bernd Schöler, Markus Schürjann | 1:33  |
| 14 | Zehn Kleine Zappelmänner                     | Traditional                               | Bernd Schöler, Markus Schürjann | 0:50  |
| 15 | Zeigt her eure Füße                          | Albert Methfessel, Traditional            | Bernd Schöler, Markus Schürjann | 2:43  |
| 16 | Große Uhren machen tick tack                 | Traditional                               | Bernd Schöler, Markus Schürjann | 1:32  |
| 17 | Wir Fröschelein                              | Traditional                               | Bernd Schöler, Markus Schürjann | 1:11  |
| 18 | Die Maus auf Weltraumreise                   | Volker Rosin                              | Bernd Schöler, Markus Schürjann | 3:05  |
| 19 | Hände waschen                                | Traditional                               | Bernd Schöler, Markus Schürjann | 1:48  |
| 20 | Wo ist der Daumen?                           | Traditional                               | Bernd Schöler, Markus Schürjann | 1:34  |
| 21 | Ich bin ein dicker Tanzbär                   | Traditional                               | Bernd Schöler, Markus Schürjann | 1:26  |
| 22 | 1,2,3 im Sauseschritt                        | Detlev Jöcker, Lore Kleikamp              | Bernd Schöler, Markus Schürjann | 1:50  |
| 23 | Igellied                                     | Traditional                               | Bernd Schöler, Markus Schürjann | 1:29  |
| 24 | Der Apfelbaum                                | Traditional                               | Bernd Schöler, Markus Schürjann | 0:45  |
| 25 | Unser kleiner Bär im Zoo                     | Traditional                               | Bernd Schöler, Markus Schürjann | 1:41  |
| 26 | Brüderchen, komm tanz mit mir                | Traditional                               | Bernd Schöler, Markus Schürjann | 2:05  |
| 27 | Was müssen das für Bäume sein?               | Traditional                               | Bernd Schöler, Markus Schürjann | 2:38  |
| 28 | Auf der grünen Wiese (Karussell-Lied)        | Traditional                               | Bernd Schöler, Markus Schürjann | 1:19  |
| 29 | Es tanzt ein Bi-Ba-Butzemann                 | Traditional                               | Bernd Schöler, Markus Schürjann | 2:04  |
| 30 | Alle Leut’                                   | Traditional                               | Bernd Schöler, Markus Schürjann | 1:07  |

## Kommerzieller Erfolg

### Chartplatzierungen
Die 30 besten Spiel- und Bewegungslieder erreichte erstmals am 11. März 2011 auf Rang 100 die deutschen Albumcharts. Seither platziert sich das Album in unregelmäßigen Abständen immer wieder in den Top 100. Am 9. August 2013 erreichte das Album die Schwelle von 100 Chartwochen, am 15. Januar 2016 die Schwelle von 200 Chartwochen sowie am 1. März 2019 die Schwelle von 300 Chartwochen. In der Woche vom 12. März 2021 platzierte sich das Album zum 357. Mal in den deutschen Albumcharts und zog damit mit dem damaligen erfolgreichsten Dauerbrenner, dem Best-of-Album von Helene Fischer, gleich. In der Folgewoche vom 19. März 2021 konnte sich Die 30 besten Spiel- und Bewegungslieder erneut in den Charts platzieren und avancierte zum alleinigen Rekordhalter. Das Album hält den Rekord seither und konnte diesen weiter ausbauen. So platzierte sich das Album am 15. April 2022 zum 400. Mal sowie am 16. August 2024 zum 500. Mal in den deutschen Albumcharts. Seine bislang beste Chartnotierung verbuchte das Album mit Rang 31 in der Chartwoche vom 29. Januar 2021. 2012 konnte sich Die 30 besten Spiel- und Bewegungslieder auf Rang 77 der deutschen Album-Jahrescharts platzieren. 2022 konnte sich das Album erneut in den Jahrescharts platzieren und erreichte dabei Rang 68 sowie Rang 88 im Jahr 2023 und Rang 66 im Jahr 2024.
In Österreich stieg Die 30 besten Spiel- und Bewegungslieder erstmals in der Chartwoche vom 13. Dezember 2013 auf Rang 66 ein und platziert sich hier ebenfalls in unregelmäßigen Abständen immer wieder in den Top 100. Bis zum 11. Dezember 2023 konnte es sich 298 Mal in den Charts platzieren. In Österreich zählt das Album zu den zehn erfolgreichsten Dauerbrennern. Seine beste Chartnotierung erreichte es in der Chartwoche vom 15. Januar 2021 mit Rang 15. Das Album konnte sich seit seiner Erstveröffentlichung mehrfach in den österreichischen Jahrescharts platzieren, so erreichte es im Jahr 2014 Rang 62, Rang 60 im Jahr 2017, Rang 44 im Jahr 2018 sowie Rang 47 im Jahr 2021.
| ChartsChartplatzierungen | Höchstplatzierung | Wochen |
| ------------------------ | ----------------- | ------ |
| Deutschland (GfK)        | 31 (… Wo.)        | …      |
| Österreich (Ö3)          | 15 (340 Wo.)      | 340    |

| ChartsJahrescharts (2012) | Platzierung |
| ------------------------- | ----------- |
| Deutschland (GfK)         | 77          |

| ChartsJahrescharts (2014) | Platzierung |
| ------------------------- | ----------- |
| Österreich (Ö3)           | 62          |

| ChartsJahrescharts (2017) | Platzierung |
| ------------------------- | ----------- |
| Österreich (Ö3)           | 60          |

| ChartsJahrescharts (2018) | Platzierung |
| ------------------------- | ----------- |
| Österreich (Ö3)           | 44          |

| ChartsJahrescharts (2021) | Platzierung |
| ------------------------- | ----------- |
| Österreich (Ö3)           | 47          |

| ChartsJahrescharts (2022) | Platzierung |
| ------------------------- | ----------- |
| Deutschland (GfK)         | 68          |

| ChartsJahrescharts (2023) | Platzierung |
| ------------------------- | ----------- |
| Deutschland (GfK)         | 88          |

| ChartsJahrescharts (2024) | Platzierung |
| ------------------------- | ----------- |
| Deutschland (GfK)         | 66          |

### Auszeichnungen für Musikverkäufe
Die 30 besten Spiel- und Bewegungslieder erhielt im Jahr 2019 eine dreifache Platin-Schallplatte für über 600.000 verkaufte Einheiten in Deutschland. In Österreich konnte sich das Album bislang über 40.000 Mal verkaufen, wofür es mit einer doppelten Platin-Schallplatte am 11. Januar 2018 ausgezeichnet wurde. Somit bekam das Album fünf Platinauszeichnungen für über 640.000 verkaufte Einheiten. In beiden Ländern ist es das meistverkaufte Album des Musikprojektes.
| Land/Region        | Auszeichnungen für Musikverkäufe (Land/Region, Auszeichnung, Verkäufe) | Verkäufe |
| ------------------ | ---------------------------------------------------------------------- | -------- |
| Deutschland (BVMI) | 3× Platin                                                              | 600.000  |
| Österreich (IFPI)  | 2× Platin                                                              | 40.000   |
| Insgesamt          | 5× Platin ·                                                            | 640.000  |

## Videoalbum

### Entstehung und Veröffentlichung
Am 29. Juli 2011 erschien Die 30 besten Spiel- und Bewegungslieder als Videoalbum auf DVD. Diese verfügt über die gleiche Titelliste wie sein Pendant als Studioalbum, verfügt allerdings mit 90 Minuten über eine längere Spielzeit. Das beiliegende 20-seitige Begleitheft umfasst, wie das Begleitheft zum Album, alle Liedtexte. Die Gründe für die Veröffentlichung als Videoformat waren, dass die Kinder so die Möglichkeit hätten, die Bewegungen der Lieder richtig zu erlernen, und dabei sehen könnten, wie viel Freude diese Lieder auch anderen Kindern machen würden. Um bei den Aufnahmen eine vertraute Atmosphäre zu schaffen, wurde es in einem Kindergarten gefilmt. Die Aufnahmen erfolgten schließlich in der „Kindertagesstätte Sandbarg“ in Jesteburg. Die mitwirkenden Kinder seien zwischen drei und fünf Jahre alt und wurden durch Simone Sommerland angeleitet. Diese ist in kleinen Anleitungsbeiträgen zu sehen, in denen sie jede einzelne Bewegung zu den 30 Titeln erklärt. Das Videoalbum ermöglicht aber auch das Abspielen ohne die Anleitungsbeiträge.

### Rezeption
In Österreich konnte sich das Videoalbum auf Rang zwei der Musik-DVD-Charts platzieren und musste sich lediglich dem 2015er Neujahrskonzert der Wiener Philharmoniker und Zubin Mehta geschlagen geben. In Deutschland platzieren sich Videoalben ebenfalls in den Albumcharts. Die Verkäufe gleichartiger Produkte werden bei der Chartsermittlung zusammengefasst, sodass sich das Videoalbum nicht separat platzieren kann. 
| ChartsChartplatzierungen | Höchstplatzierung | Wochen |
| ------------------------ | ----------------- | ------ |
| Österreich (Ö3)          | 2 (… Wo.)         | …      |

Das Videoalbum zu Die 30 besten Spiel- und Bewegungslieder verkaufte sich über 50.000 Mal in Deutschland und wurde hierfür mit einer Platin-Schallplatte im Jahr 2018 ausgezeichnet. Damit zählt es zu einem der meistverkauften Videoalben in Deutschland in den 2010er-Jahren.
| Land/Region        | Auszeichnungen für Musikverkäufe (Land/Region, Auszeichnung, Verkäufe) | Verkäufe |
| ------------------ | ---------------------------------------------------------------------- | -------- |
| Deutschland (BVMI) | Platin                                                                 | 50.000   |
| Insgesamt          | 1× Platin ·                                                            | 50.000   |